# Copa América de Bicicross
A Copa América de Bicicross, também chamada de Bicicross Américas, é uma das competições de bicicross mais importantes do Brasil.
Desde 2006, realizada no Conjunto Monte Verde, parte do Poliesportivo Ettori di Blasio, em Paulínia, São Paulo, em 2011 pela primeira vez foi realizada em outra cidade, no caso Indaiatuba, na pista do Parque Ecológico. A prova reúne os principais pilotos do país e alguns estrangeiros. A competição é resultado da parceria entre a empresa Yescom e a Rede Globo de Televisão, que transmite todas as edições durante o programa Esporte Espetacular.
Em 2013, depois de duas edições em Indaiatuba, a competição voltou para sua cidade de origem, Paulínia, sendo realizada no mesmo local das primeiras edições.

## Vencedores
| Ano  | Sede                         | Campeão da prova masculina | Campeã da prova feminina | Referências |
| ---- | ---------------------------- | -------------------------- | ------------------------ | ----------- |
| 2006 | Poliesportivo, Paulínia      | Daniel Jorge               | -                        | [ 4 ]       |
| 2007 | Poliesportivo, Paulínia      | Deivlin Balthazar          | Ana Flávia Sgobin        | [ 5 ] [ 6 ] |
| 2008 | Poliesportivo, Paulínia      | Ramiro Marino              | Ana Flávia Sgobin        | [ 5 ] [ 6 ] |
| 2009 | Poliesportivo, Paulínia      | Ramiro Marino              | Mayara Perez             | [ 6 ] [ 7 ] |
| 2010 | Poliesportivo, Paulínia      | Renato Rezende             | Mayara Perez             | [ 8 ]       |
| 2011 | Parque Ecológico, Indaiatuba | Augusto Castro             | Bianca Quinalha          | [ 9 ]       |
| 2012 | Parque Ecológico, Indaiatuba | Ramiro Marino              | Bianca Quinalha          | [ 10 ]      |
| 2013 | Poliesportivo, Paulínia      | Renato Rezende             | Priscila Carnaval        | [ 11 ]      |